# Olivier de Serres
Olivier de Serres (Villeneuve-de-Berg, 1539 – Villeneuve-de-Berg, 1619) è stato un agronomo e botanico francese.
Studioso autodidatta di botanica ed agricoltura, fu un importante agronomo.

## Biografia
Proveniente da un'agiata famiglia protestante di commercianti di stoffe, Olivier ebbe un precettore privato e la fortuna di usufruire dei migliori insegnamenti per l'epoca. Completò la sua formazione con numerosi viaggi in Italia, Germania, Svizzera e nella stessa Francia. Acquistò un podere di cui fece un campione di sperimentazione pratica delle tecniche agronomiche. Il suo scopo fu di far partecipare della conoscenza delle tecniche agricole sia i contadini, per ottenere i migliori raccolti che i proprietari terrieri, perché potessero far fruttare al meglio il loro investimento. Fu amico di Claude Mollet (1563 - 1650), il giardiniere di Enrico IV che realizzò i giardini di Saint-Germain-en-Laye, di Fontainebleau, delle Tuileries e di Blois.
Si deve a lui l'introduzione in Francia della coltura del gelso, delle cui foglie si nutre il baco da seta e di cui sviluppò una piantagione, e di numerose altre piante quali la robbia, il luppolo ed il mais. Studiò la possibilità di sviluppare anche in Francia la sericoltura e pubblicò questo studio grazie al quale anche in Francia fu possibile introdurre questa attività. Egli intuì inoltre che nella barbabietola era contenuta una sostanza molto dolce che poteva essere zucchero ma non gli riuscì di realizzare un processo valido per l'estrazione.

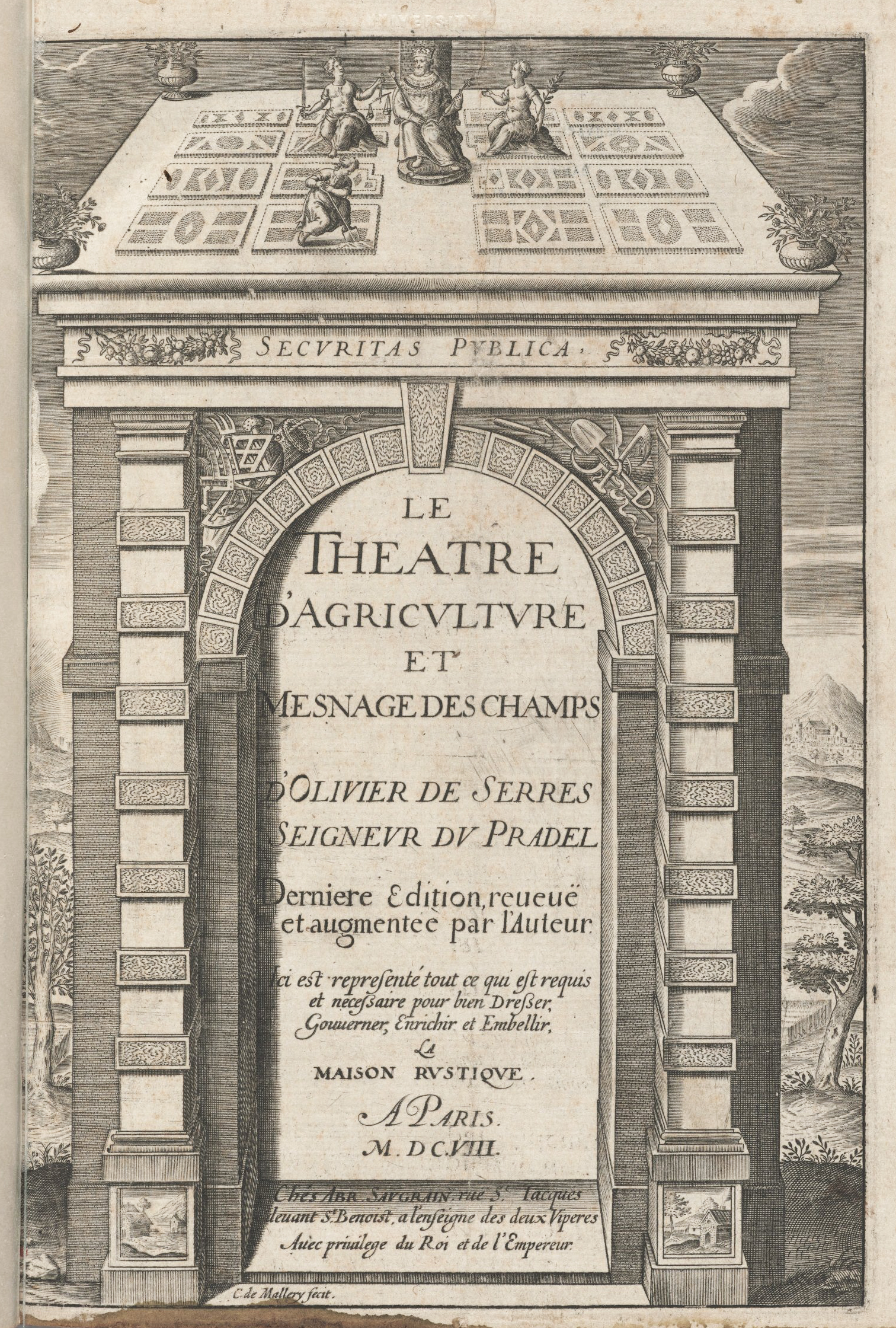
Le theatre d'agriculture, 1608

Scrisse, su richiesta di Enrico IV che era un suo estimatore, un'opera considerata il primo trattato scientifico di agricoltura ed economia rurale francese: Le théâtre d'agriculture et mesnage des champs che fu pubblicata nel 1600 e riedita a cura di Louis-Augustin Bosc d'Antic nel 1804, per iniziativa della Société centrale d'agriculture de Paris.
L'opera di Olivier de Serres fu grandemente influenzata da quella del bresciano Agostino Gallo.